# هنري كروكت
هنري كروكت (بالإنجليزية: Henri Crockett)‏ هو لاعب كرة قدم أمريكية أمريكي، ولد في 28 أكتوبر 1974 في بومبانو سيتي في الولايات المتحدة.

## وصلات خارجية
- هنري كروكت على موقع مرجع كرة القدم المحترفة.كوم (الإنجليزية)